# (3873) Roddy
(3873) Roddy est un astéroïde de la ceinture principale de la famille de Hungaria, également aréocroiseur.

## Description
(3873) Roddy est un astéroïde de la ceinture principale, de la famille de Hungaria. Il présente une orbite caractérisée par un demi-grand axe de 1,89 UA, une excentricité de 0,13 et une inclinaison de 23,4° par rapport à l'écliptique.

## Compléments